# 应用数学
應用數學（英語：Applied Mathematics）是以應用為目的的明確的數學理論和方法的總稱，研究如何應用數學知識到其他範疇（尤其是科學）的數學分支，可以說是純數學的相反，應用純數學中的結論擴展到物理學等其他科學中，應用數學的發展是以科學為依據，作為科學研究的後盾。包括線性代數、矩陣理論、向量分析、複變分析、微分方程、拉普拉斯變換、傅里葉分析、數值分析、概率论、數理統計、運籌學、博弈論、控制理論、組合數學、資訊理論等許多數學分支，也包括從各種應用領域中提出的數學問題的研究。而大部分應用數學是以作為物理分析的工具。計算數學有時也可視為應用數學的一部分。應用數學大部分的教學範疇都是以物理的模型為基礎進行分析，當中或許搭配了各種數學工具，就為了更貼近物理的系統。應用數學的內容是在不斷演化的，例如數論一直是純粹數學，但是在發現了RSA加密算法之後，數論被大量使用在密碼學、網絡安全中。

## 不同範疇的例子
- 數論應用在密碼學、網絡安全
- 微分方程應用在物理學、化学、工程学、经济学和种群生态学(人口成長模型/馬爾薩斯模型)
- 圖論應用在網絡理論
- 拓撲學應用在電路分析
- 群論應用在結晶學
- 微分幾何應用在規範場
- 控制理論應用在工業
- 黎曼幾何應用於相對論
- 數理邏輯應用於計算機
- 最小二乘法應用於飛機起降時自動控制
- 利用數字合成計算機輔助的X射線斷層成像技術（1979年數學家獲得諾貝爾生理學或醫學獎）
- 博弈論、概率論、統計學應用在計量經濟學
- 線性規劃用於生產安排調度

## 参看
- 純粹數學